# Robert Terrall
Pour les articles homonymes, voir Terrall.
Robert Terrall, né le 6 décembre 1914 à Neihart dans le Montana et mort le 27 mars 2009 à Salisbury dans le Connecticut, est un écrivain américain de roman policier. En France ses romans sont publiés sous ses pseudonymes John Gonzales et Robert Kyle.

## Biographie
Durant sa jeunesse, il suit ses parents du Montana à l’Oregon, de l’Ohio, où il fait ses études secondaires, à Boston puis New York avant de s’établir dans le  Connecticut. Après l’l'Université Harvard où il obtient un diplôme en littérature anglaise et soutient une thèse sur Virginia Woolf en 1936, il bénéficie d’une bourse qui lui permet de parcourir l’Europe pendant plus d’un an. Il travaille brièvement pour le magazine Time et pour New Masses. Pendant la Seconde Guerre mondiale, il sert en Europe dans la Troisième armée des États-Unis. Son fils, Ben Terrall affirme que ses parents sont membres du Parti communiste dans les années 1940 avant de devenir démocrates.
Son premier roman They Deall in Death paraît en 1943. Sa carrière littéraire se poursuit jusque dans les années 1980 avec une soixantaine de romans dont une majorité dans le genre littérature policière. Il utilise successivement les pseudonymes de John Gonzales pour cinq romans dont une série avec le journaliste Harry Horne et de Robert Kyle pour neuf autres dont une série consacrée au détective privé Ben Gates. Claude Mesplède dans Les Années Série Noire compare le style de Death for Mr. Big à celui de William Irish et le comique de situation de la série Harry Horne à celui de Donald E. Westlake ou Jonathan Latimer.  Il écrit également des novélisations, (The Ten Commandments du film Les Dix Commandements, The Great Locomotive Chase du film L'Infernale poursuite…) sous le pseudonyme de Mac Lennan Roberts.
Comme  Michael Collins et  Ryerson Johnson, il est aussi le nègre de Brett Halliday pour des romans mettant en scène le détective Mike Shayne.